# فران بلتران
فرانسیسکو خوزه بلتران پینادو (به اسپانیایی: Francisco José "Fran" Beltrán Peinado) (زاده ۳ فوریه ۱۹۹۹) معروف به فِران بِلتران یک بازیکن فوتبال اهل اسپانیا است. او هم‌اکنون برای تیم سلتا ویگو در لیگ برتر اسپانیا (لالیگا) توپ می‌زند. بلتران در پست هافبک میانی بازی می‌کند.

## رایو وایکانو
بلتران در سال ۲۰۱۳ از تیم ختافه به تیم جوانان رایو وایکانو رفت. او نخستین بازی خود را در سن ۱۶ سالگی برای این تیم در تاریخ ۱۳ دسامبر ۲۰۱۵ انجام داد.

## سلتاویگو
در تاریخ یکم اوت ۲۰۱۸ فران بلتران قراردادی پنج ساله را با تیم سلتاویگو امضا کرد., این قرارداد در قبال دریافت ۸ میلیون یورو حاصل شد. او در نخستین بازی خود برای سلتاویگو مقابل تیم فوتبال اسپانیول به زمین رفت که آن بازی نهایتاً با نتیجه ۱-۱ به پایان رسید.